# 昆士蘭繡雀鯛
昆士蘭繡雀鯛，為鱸形目鱸亞目擬雀鯛科的其中一種，為熱帶海水魚，分布於西南太平洋澳洲昆士蘭海域，深度6-40公尺，本魚體延長，頭部及身體前半部為紫紅色、後半部為鮮黃色，體長可達5.2公分，棲息在有珊瑚礁及岩礁區的洞穴，生活習性不明。

## 擴展閱讀
維基物種上的相關：昆士蘭繡雀鯛